# Левцун Володимир Іванович
Володимир Іванович Левцун (нар. 14 червня 1952, місто Орськ, Оренбурзька область, Росія) — український політик. Колишній народний депутат України. Член партії «Україна — Вперед!».

## Освіта
У 1976 році закінчив Харківський авіаційний інститут за спеціальністю «Літакобудування». Інженер-механік.

## Кар'єра
- 1970–1971 — учень слюсаря, дюральник Харківського авіаційного заводу.
- 1971–1976 — препаратор, механік Харківського авіаційного інституту.
- 1976–1977 — старший інженер Полтавської фабрики «Хімпластмас».
- 1977–1978 — начальник виробничо-технічного відділу Полтавського обласного підприємства місцевої промисловості.
- З 1995 — президент спільного українсько-литовського підприємства «ВІО-Ле» (місто Полтава).

## Партійність
Квітень 1996 — жовтень 1998 — член правління СДПУ(О), голова Полтавської обласної організації.
З жовтня 1998 до грудня 2011 — член правління, заступник голови (з грудня 2001) та голова Полтавської обласної організації Української соціал-демократичної партії. 23 грудня 2011 вийшов з УСДП та вступив до партії ВО «Батьківщина» через незгоду зі зміною керівництва партії.

## Сім'я
Одружений, 6 дітей та 3 онуків.

## Парламентська діяльність
Народний депутат України 3-го скликання з 12 травня 1998 до 14 травня 2002 від СДПУ(О), № 14 в списку. На час виборів: президент спільного українсько-литовського підприємства «ВІО-Ле», член СДПУ(О). Паралельно балотувався по виборчому округу № 144 Полтавської області. З'явилося 67.4 %, «за» 1.1 %, 13 місце з 27 претендентів. Член фракції СДПУ(О) (травень — жовтень 1998), позафракційний (жовтень 1998), член групи «Незалежні» (жовтень 1998 — грудень 1999), член фракції «Батьківщина» (з грудня 1999). Член Комітету з питань економічної політики, управління народним господарством, власності та інвестицій (липень 1998 — березень 2000), член Комітету у справах пенсіонерів, ветеранів та інвалідів (з березня 2000).
Народний депутат України 4-го скликання з 14 травня 2002 до 25 травня 2006 від «Блоку Юлії Тимошенко», № 24 в списку. На час виборів: народний депутат України, член Української соціал-демократичної партії. Член фракції «Блок Юлії Тимошенко» (з травня 2002). Секретар Комітету з питань європейської інтеграції (з червня 2002).
Народний депутат України 5-го скликання з 25 травня 2006 до 12 червня 2007 від «Блоку Юлії Тимошенко», № 24 в списку. На час виборів: народний депутат України, член Української соціал-демократичної партії. Член фракції «Блок Юлії Тимошенко» (з травня 2006). Член Комітету з питань економічної політики, член Спеціальної контрольної комісії з питань приватизації (з липня 2006). 15 червня 2007 достроково припинив свої повноваження під час масового складення мандатів депутатами-опозиціонерами з метою проведення позачергових виборів до Верховної Ради.
Народний депутат України 6-го скликання з 23 листопада 2007 до 12 грудня 2012 від «Блоку Юлії Тимошенко», № 32 в списку. На час виборів: тимчасово не працював, член Української соціал-демократичної партії. Член фракції «Блок Юлії Тимошенко» (з листопада 2007). Член Комітету з питань національної безпеки і оборони (з грудня 2007).